# 쿠보타 리사
쿠보타 리사(일본어: 久保田 梨沙 くぼた りさ[*], 1995년 8월 2일 ~ )는 일본의 성우. 사이타마현 출신. 마우스 프로모션 소속.

## 출연작

### TV 애니메이션
- 2016년
  - 아이카츠 스타즈! - 카시와자키 메이, 미도 마유, 타마가와 히마리, 아카사카 이치카, 모모이 코코로
  - 작열의 탁구소녀 - 심판

- 2017년
  - AKIBA'S TRIP -THE ANIMATION- - 메이드A
  - 마법진 구루구루 - 요정A, 피픽
  - 코노하나 기담 - 렌
  - 애니메 가타리즈 - 사회, 테니스부원

- 2018년
  - 팝팀에픽 - 어린 여자아이
  - Fate/EXTRA Last Encore - 여학생
  - 마법소녀 사이트 - 코우치 린카
  - 노을빛 소녀 - 오오쿠보 다이치
  - 메르크 스토리아 -무기력한 소년과 병 속의 소녀- - 챠챠
  - 실바니안 패밀리 미니 스토리 - 마시마로 쥐의 남자아이, 쿠루미 다람쥐

- 2019년
  - 동거인은 무릎, 때때로 머리 위 - 남동생2
  - 우리는 공부를 못해 - 여학생
  - 우리 딸을 위해서라면, 나는 마왕도 쓰러뜨릴 수 있을지 몰라. - 자비네
  - 호시아이의 하늘 - 여학생

- 2020년
  - 아이카츠 온 퍼레이드! - 모모이 코코로
  - 뒤떨어진 후르츠 타르트 - 세키노 로코
  - 라피스 리라이츠 - 로제타
  - 나는 100만 명의 목숨 위에 서 있다 - 신도우 이우
  - 신들에게 주워진 남자 - 카를라 노랏트

- 2021년
  - 전생했더니 슬라임이었던 건에 대하여: 전생슬라임 일기 - 아키나
  - 스케이트 리딩 스타즈 - 어린 아이
  - 쓰르라미 울 적에 업 - 학생
  - 나는 100만 명의 목숨 위에 서 있다 시즌 2 - 신도우 이우
  - 카드파이트!! 뱅가드 overDress - 마이
  - 경계전기 - 마미의 엄마

### 극장판 애니메이션
- 극장판 아이카츠 스타즈!

### WEB 애니메이션
- planetarian ~작은 별의 꿈~

### 게임
- 2015년
  - 크로스 서머너 - 아카네
  - 시드 이야기 - 모르간, 펠리페
- 2016년
  - 아카식 레코드 - 아이
  - PSYCHO-PASS 사이코 패스 선택없는 행복
  - 12세 ~사랑하는 Diary~ - 여자아이
  - 에이지 오브 이슈타리아 - 퇴폐의 거미 아트락나카, 첫 여름의 여해적 그레이스
  - 천공의 크래프트 프리트 - 셀키
  - 원더 오라클 - 미제 이스마일, 호담의 드레이크, 가면의 보두앵
- 2017년
  - 에어리얼 레전드 - 아사마 코토하, 앨리스, 실비아
  - 감염 소녀 - 히카기미네 시즈쿠
  - 퀴즈RPG 마법사와 검은 고양이 위즈 - 나타야 유아, 아카네
  - 시로히메 퀘스트 - 오오타키 죠
  - BLUE REFLECTION 환상에 춤추는 소녀의 검
  - 편대소녀 - 예카테리나 포르파노바
  - 소녀전선 - M1014, XM8
  - 천화백검 -참- - 핫쵸 넨부츠
- 2018년
  - 킹스레이드 - 소니아
  - 하늘과 바다가, 스치는 저편 - Q타로
  - 빛과 어둠의 대결 ~윤희의 Fight Song〜 - 라비, 드라, 레이라
  - 온게키 - 후지사와 유즈
  - 라피스 리라이츠 - 로제타
- 2019년
  - 어비스 호라이즌 - 엔터 프라이즈
  - 메이플스토리2 - 여성 룬 블레이더
- 2020년
  - 하얀고양이 프로젝트 - 레브, 이즈네
  - 걸스X배틀2 - 바닐라
- 2021년
  - 쿠키런: 킹덤 - 비트맛 쿠키
  - 종원의 비르슈 -ErroR:salvation-- 나디아 피르수트
  - 타임 디펜더즈 - 카이사
  - 페어리 스피어 - 라벤더